# Sherborn
Sherborn és una població dels Estats Units a l'estat de Massachusetts. Segons el cens del 2007 tenia 4.217 habitants.

## Demografia
Segons el cens del 2000, Sherborn tenia 4.200 habitants, 1.423 habitatges, i 1.222 famílies. La densitat de població era de 101,6 habitants/km².
Dels 1.423 habitatges en un 46,2% hi vivien nens de menys de 18 anys, en un 77,5% hi vivien parelles casades, en un 6,3% dones solteres, i en un 14,1% no eren unitats familiars. En el 12,4% dels habitatges hi vivien persones soles el 6% de les quals corresponia a persones de 65 anys o més que vivien soles. El nombre mitjà de persones vivint en cada habitatge era de 2,95 i el nombre mitjà de persones que vivien en cada família era de 3,22.
Per edats la població es repartia de la següent manera: un 31,9% tenia menys de 18 anys, un 3,2% entre 18 i 24, un 22,9% entre 25 i 44, un 30,7% de 45 a 60 i un 11,3% 65 anys o més.
L'edat mediana era de 41 anys. Per cada 100 dones de 18 o més anys hi havia 89,6 homes.
La renda mediana per habitatge era de 121.693 $ i la renda mediana per família de 136.211$. Els homes tenien una renda mediana de 88.677 $ mentre que les dones 52.043$. La renda per capita de la població era de 58.055$. Entorn del 0,7% de les famílies i el 2,3% de la població estaven per davall del llindar de pobresa.